# Логор Болдогасоњ
Логор Болдогасоњ (мађ. Boldogasszony, нем. Frauenkirchen) је био један од концентрационих логора који је формирала Аустроугарска монархија током Првог светског рата. Овај логор се налазио 70 км југоисточно од царске престолнице Беча, на ободима Нежидерског језера у аустријској покрајини Бургенланд (Градишће). Формиран је у септембру 1914. године, а затворен крајем октобра 1918, у исто време када су затворени и суседни логори Нежидер и Нађмеђер. За његово постојање су знали сви најважнији органи власти Хабзбуршке монархије (Царски двор, Влада, Парламент). Кроз њега је прошло према проценама око 25.000 људи, од чега највећим делом Срба. Сматра се да је око 7000 Срба овде убијено, или умрло од глади, болести и мучења. У њему је било затвореника свих старосних структура, оба пола. Било је чак и деце млађе од 16 година.

## Оснивање логора
У време Првог светског рата градић Болдогасоњ је припадао Угарској, па одатле и такав мађарски назив. Касније, када се Хабзбуршка монархија распала градић је  добио немачки назив Фрауенкирхен јер је припао Аустрији. Одлука о оснивању је донета када се јавила потреба за новим логорским простором, пошто су постојећи логори у Нађмеђеру, Добоју, Нежидеру, Араду и др. били препуни. Оснивање логора је почело у септембру 1914. године, а за радове су коришћени руски заробљеникци. Логор је прошириван два пута и имао је капацитет од око 30.000 затвореника 1916. године, мада је око 2/3 затвореника било ван логора на радним задацима. Званичан назив логора је био „Царски и краљевски логор за ратне заробљенике Болдогасоњ” (Kaiserliches und Königliches Kriegsgefangenenlager Boldogasszony), а налазио се на источној обали Нежидерског језера. Царски двор у Бечу, краљевски двор у Будимпешти, Парламент и Влада Аустроугарске монархије су знале шта се све дешава у овом казамату. У логор су довођени Срби највише са простора Шумадије, Подриња, Посавине, Рашке области, а касније и Црне Горе, након њене капитулације јануара 1916. године. Мада су у овај логор интернирани и држављани Русије, Црне Горе ипак су огромну већину логораша чинили српски интернирци. Какав су третман имали живи и мртви српски заточеници
овог логора види се, на пример, из некомплетних посмртница пострадалих, које се налазе у Архиву Србије [1914–1918а], где постоји 157 листова (Evidenzblatt für Gräber) без имена и презимена са ознаком „непознат (Unbekannt)” „Србин (Serbe)”.

## Услови у логору
У Логору Болдогасоњ су били сурови услови за затворенике, јер је изграђен у непосредној близини мочварног терена, тако да је много затвореника обољевало због убода комараца и других инсеката, нарочито у летњим месецима, а такође је мноштво логораша умирало од хладноће на ниским температурама, пошто се у близини налази планински венац Алпа. Затвореници нису имали адекватну лекарску негу, нити им је омогућено купање. Следовања хране су била веома шкрта, а дизентерија масовно харала међу логорашима. Као и у другим логорима, тако и овде логораши су били присиљени на тешке физичке послове, копање и сл. Свака непослушност је кажњавана тешким батинањем. Неадекватне хигијенске мере и велика концентрација људи у затвореним просторима узроковала је епидемије попут пегавог тифуса које су се брзо шириле у зиму 1914/15. Епидемија је достигла врхунац почетком фебруара 1915, са преко 100 смртних случајева свакога дана. Извештај инспекције од 10. априла 1915. говорио је о 3.690 жртава тифуса.

## Затварање логора
Болдогасоњски логор је затворен 29. октобра 1918. године, само неколико дана пре него се распала Хабзбуршка монархија. Кроз њега је прошло око 25.000 логораша, највише Срба, али је било и Црногораца, Руса и Италијана. Процењује се да је око 7000 Срба овде умрло или убијено, односно није дочекало слободу.
На месту некадашњег логора у Болдогасоњу подигнут је крст на степенастом постољу, док је мало даље од крста подигнут и споменик на коме је уклесано следеће на мермерној плочи:
На овом и околним пољима леже посмртни остаци хиљада српских интернираца заточених у Аустрији за време Првог светског рата - од заборава их чува српски народ